# Як важко працювати у м'ясному відділі…
"Як важко працювати у м'ясному відділі…" - 5-й студійний альбом гурту Брем Стокер

## Про альбом
Модна як в альтернативній музиці, так і в шоу-бізнесі тенденція не оминула і Рівне. Місцеві музиканти, розчарувавшись у «компактній» індустрії, масово кинулися в Інтернет, почавши виставляти там не лише свої окремі композиції, а й цілі альбоми. Звісно, скачати собі на комп’ютер ці пісні кожен бажаючий може безкоштовно — хто захоче платити гроші за маловідомий гурт? Та й завдання заробити гроші на такій своїй діяльності, як виявляється, музиканти не ставлять. У жовтні минулого року досвідчений панк-гурт «Брем Стокер» першим з колег по цеху виклав на спеціальних сайтах для скачування свій альбом «Як важко працювати у м’ясному відділі». 
У цього колективу вже є досвід виданих на столичних рекордингових компаніях компакт-дисків, а тому цього разу вони вирішили поекспериментувати. Врешті, команда не заробила на цьому експерименті жодної копійки «прямих» доходів, але музиканти зізнаються, що «піару» новий «диск» зробив більше, аніж усі три попередні «компакти» разом узяті.
— Від реалізації альбомів у вигляді компакт-диску ми все одно отримували грошей дуже мало, — запевняє учасник команди Олексій Казанцев. — Нам, як і багатьом молодим і немолодим рок-командам, основний прибуток дають концерти у різних містах. Для цього потрібно доносити свою музику до нашого потенційного, переважно молодого слухача, який зараз користується музикою в комп’ютері, mp3-плеєрі або мобільному телефоні. Після викладення нового альбому для скачування ми поїхали в тур і одразу помітили — наскільки більше людей приходило на наші виступи. Причому, глядачі вже знали наші пісні! Диск може роками припадати пилюкою на магазинній полиці, а mp3-треки розходяться від одного слухача до іншого блискавично. Щоб мати такий ефект, музиканту доведеться посидіти за комп’ютером — варто вказувати посилання на ресурс з альбомом усіма можливими методами — на музичних та молодіжних форумах, музичних інформаційних сайтах, соціальних мережах тощо.
«Брем Стокер» стверджує, що змогли прорекламуватися за день. І за наступні кілька тижнів хлопці мали вже півтори тисячі скачувань — більше, аніж проданих за всі роки дисків загалом. Подібним шляхом пішли й друзі «Брем Стокерів», колектив, який грає у британському поп-рок-стилі «інді» «Acloneofmyown». У суботу 13 лютого у «Стадіо пабі» вони навіть презентують свою творчість разом з тими ж «Бремами». Цей же метод використовують реп-дует «Ізоумен і Корлеоне» з альбомом, назву якого із зрозумілих причин у газеті не надрукуєш. — В Інтернет нині йдуть не лише молоді й безгрошові гурти, — продовжує Казанцев. — «Тартак» диск видати не може — на скачування! Альбом-присвята «Скрябіну» — туди ж. Навіть наближені до шоу-бізнесу Земфіра та «Ляпіс Трубєцкой» самостійно викладають свої альбоми в Інтернеті. Дискова індустрія відмирає, а з «піратами», які крадуть і виставляють на скачування гігабайти музики, боротися у нас марно. Чому ж тоді не викладати на загал власну творчість самому?

## Список композицій
| #   | Назва                  | Тривалість |
| --- | ---------------------- | ---------- |
| 1.  | «Костополь City»       | 2:20       |
| 2.  | «Müde bin»             | 2:19       |
| 3.  | «Лох»                  | 1:53       |
| 4.  | «Amerika»              | 2:43       |
| 5.  | «Гранати»              | 1:43       |
| 6.  | «32mm»                 | 1:01       |
| 7.  | «Moda»                 | 2:16       |
| 8.  | «Абриган (FliT Cover)» | 3:16       |
| 9.  | «Петруха»              | 1:15       |
| 10. | «$7-40»                | 1:43       |
| 11. | «Hey Ho! Европа»       | 2:04       |
| 12. | «Курок»                | 1:12       |
| 13. | «SKIT»                 | 0:28       |